# Marie Ludvíková
Marie Ludvíková (rozená Řádková; * 12. prosince 1957, Hlinsko) je česká filmová, divadelní a rozhlasová herečka, spisovatelka, komička a pedagožka.

## Život
Narodila se 12. prosince 1957 ve východočeském městě Hlinsko. Dětství prožila v Herálci pod Žákovou horou. Vystudovala gymnázium ve Žďáru nad Sázavou. Absolvovala studia na Pedagogické fakultě Univerzity J. E. Purkyně v Brně – obory český jazyk a výtvarná výchova. Její devítileté studium bylo nezvykle a záměrně dlouhé – dvojí opakování ročníku, přerušení, roční práce na poště, svatba a porod první dcery. Pedagogické činnosti na základní škole se věnovala tři roky.
Divadlu se začala věnovat v roce 1985 v místním ochotnickém kroužku. Později se tento spolek spojil s HaDivadlem. Členkou divadla je od roku 1990. Účinkovala i v dalších divadlech, například v loutkovém divadle Československo.

### Osobní život
Má dvě dcery, které po rozchodu s partnerem vychovávala sama. Nyní žije v Bílovicích nad Svitavou v domečku, který po požáru za pomocí přátel a dobročinných sbírek zrekonstruovala.

## Tvorba
Marie Ludvíková divadlo nikdy nestudovala, přesto se stala jednou z nejvýraznějších a nejvýraznějších brněnských hereček.
Za začátek divadelní kariéry je možné považovat období 1982–1986, kdy během vysokoškolských studií působila v amatérském Malém divadýlku. V roce 1985 spoluzaložila a začala působit v Ochotnickém kroužku, v jehož čele stál Zdeněk Petrželka (dnes známý jako J. A. Pitínský). K Ochotnickému kroužku se dostala přes svého tehdejšího manžela, který spolu s J. A. Pitínským a dalšími jejich kamarády byl součástí tohoto divadelního uskupení. Od roku 1990 působí v brněnském HaDivadle, v Loutkovém divadle Československo (posléze Kabaret Československo) a divadelním seskupení Komediograf. Po návratu ze druhé mateřské dovolené obdržela nabídku do hereckého angažmá HaDivadla. Tehdy HaDivadlo a Ochotnický kroužek sdílely společné prostory v Kulturním středisku na Šelepově ulici, což nakonec vedlo ke spojení. Hostovala v Národním divadle Brno (tehdy Státní divadlo v Brně), v Divadle Archa, v Divadle 7 a půl a v divadle Vosto5.

## Filmové a televizní role
Od roku 1988 je také filmovou herečkou, která je obsazovaná do televizních seriálů, inscenací, filmů a hudebních klipů. S režisérem Bohdanem Slámou spolupracuje už od jeho filmového debutu Divokých včel. Do role hospodské chtěl původně obsadit neherečku, avšak po návštěvě slavností v Bílovicích nad Svitavou a zažití Ludvíkové pohostinnosti, rozhodl se roli nabídnout jí. Od té doby se pravidelně objevuje ve všech Slámových filmech (Štěstí, Venkovský učitel, Čtyři slunce, Bába z ledu atd.)
Často bývá obsazována do postav žen z lidu, které jsou zkroušeny osudem (Květa ve filmu Alois Nebel, nebo její postava v Sucho.) V českém romanticko-historickém seriálu Dcera národa ztvárnila postavu babičky hlavní protagonistky Zdeňky Havlíčkové.
Střídmě se objevuje i v seriálech, v nichž většinou hraje epizodní postavy. Účinkovala i ve stand-up show Na stojáka.

## Další aktivity
Tvorba Marie Ludíkové zasahuje i do hudební sféry: společně s Lenkou Zogatovou založily v rámci Loutkového divadla Československo hudební uskupení (kabaretní dvojici) Sestry Medvědy, s Marianou Chmelařovou vytvořila hudební formaci Svaz dvou žen.
Marie Ludvíková působí také v oblasti audioherectví – účinkovala v audioknize Šťastná kniha.
Společně s Cyrilem Drozdou figuruje i v rámci historické audiovizuální prohlídky expozice Sklepu pod Novou radnicí (TIC Brno).

## Filmografie

### Filmy
- 1992: Sci-fi aneb Slavný Peterka (TV film)
- 1996: …ani smrt nebere
- 1999: Hanele
- 2001: Divoké včely
- 2003: Čert ví proč
- 2005: Štěstí
- 2005: Hrubeš a Mareš jsou kamarádi
- 2007: Vánoční příběh (TV film)
- 2007: Gympl
- 2008: Venkovský učitel
- 2008: Na rozchodnou (TV film)
- 2008: Malé oslavy
- 2008: El Paso
- 2009: Protektor
- 2009: 3 sezóny v pekle
- 2011: Alois Nebel
- 2012: Šťastný smolař (TV film)
- 2012: Čtyři slunce
- 2012: Ve stínu
- 2012: Sejít z cesty (TV film)
- 2012: Polski film
- 2013: Kameňák 4
- 2013: Jako nikdy
- 2014: Děti
- 2015: Sedmero krkavců
- 2016: Polednice
- 2017: Všechno nebo nic
- 2017: Všechno bude fajn
- 2017: Bába z ledu
- 2020: Krajina ve stínu
- 2022: Mimořádná událost
- 2023: Její tělo
- 2024: Sucho
- 2024: Prázdniny s Broučkem
- 2024: Pinocchio
- 2025: Ležáky

### Seriály
- 2000: Ranč U Zelené sedmy (14 dílů)
- 2003: Četnické humoresky (1 díl)
- 2003: Komediograf
- 2006: Letiště (2 díly)
- 2008–2014: Kriminálka Anděl (2 díly)
- 2010: Zázraky života (4 díly)
- 2011: 4teens (1 díl)
- 2012: Helena (1 díl)
- 2014: Život a doba soudce A. K. (2 díly)
- 2014: Kancl (2 díly)
- 2015–16: Doktor Martin (2 díl)
- 2015: Kancelář Blaník (3 díly)
- 2016: Marta a Věra (2 díly)
- 2016: Kosmo (2 díly)
- 2016: Já, Mattoni (1 díl)
- 2017: Četníci z Luhačovic (8 dílů)
- 2017: Svět pod hlavou
- 2017: Spravedlnost (3 díly)
- 2017: Specialisté (1 díl)
- 2017: Labyrint (1 díl)
- 2018: V.I.P. vraždy (1 díl)
- 2018: Dabing Street (3 díly)
- 2021: Pan profesor (1 díl)
- 2021: Ochránce (1 díl)
- 2022: Podezření (1 díl)
- 2023: Volha (1 díl)
- 2023: Dobré ráno, Brno! (1 díl)
- 2024: Dcera národa

## Dílo

### Knihy
- O češtině v číslech (1987)
- Prdlé pohádky (2013)[14]